# Ischnus agitator
Ischnus agitator är en stekelart som först beskrevs av Olivier 1792.  Ischnus agitator ingår i släktet Ischnus och familjen brokparasitsteklar. Arten är reproducerande i Sverige. Inga underarter finns listade i Catalogue of Life.